# Cantonul Saint-Louis-3
Cantonul Saint-Louis-3 este un canton din arondismentul Saint-Pierre, Réunion, Franța.

## Comune
- Cilaos
- Saint-Louis (parțial, reședință)